# Comendador Venâncio
Comendador Venâncio é o 4º distrito do município de Itaperuna, localizado ao noroeste do Estado do Rio de Janeiro.

## Toponímia

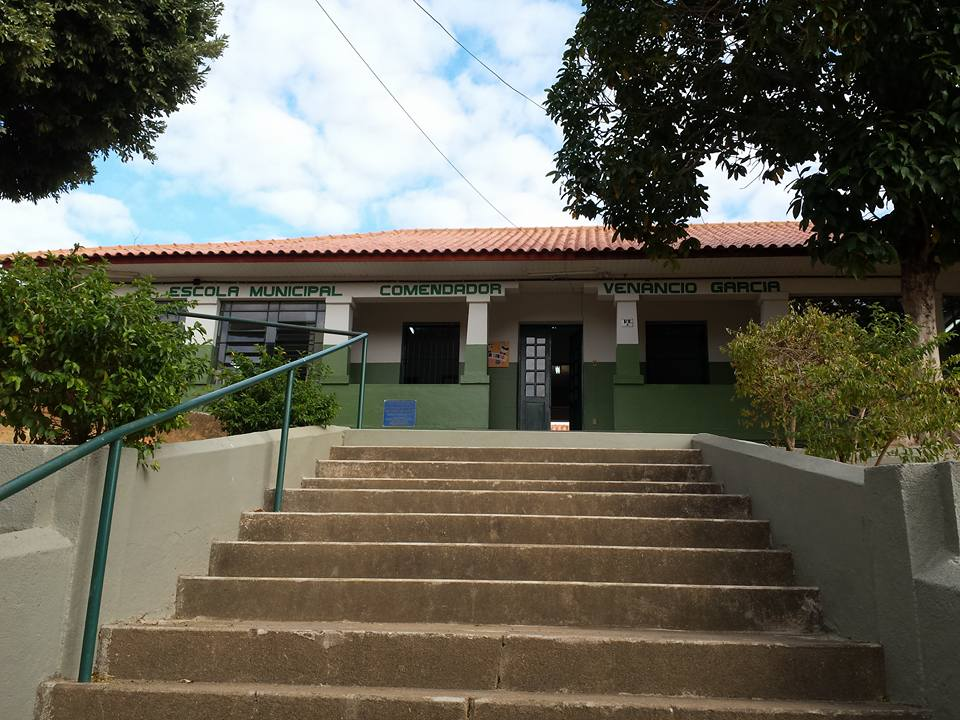
Escola Municipal Comendador Venâncio Garcia, localizada em Comendador Venâncio, 4° distrito do município de Itaperuna

O nome da localidade é uma homenagem ao comendador Venâncio José Garcia, um dos homens influentes da região no século XIX; proprietério da Fazenda Santo Antônio. Foi um dos fundadores das primeiras fazendas do território que posteriormente formaria o município de Itaperuna.  Seu pai, José Garcia Pereira, foi a terceira pessoa de fora a visitar a região e depois se fixar. José é patrono de Laje do Muriaé.
Venâncio também dá nome a uma Escola Municipal da localidade.
O comendador Venâncio José Garcia foi um expressivo líder monarquista na região, que, por seus méritos, recebeu das mãos do Imperador D. Pedro II a Comenda de Honra ao Mérito. Foi um dos fundadores de São José do Havaí, hoje o município de Itaperuna.

## História

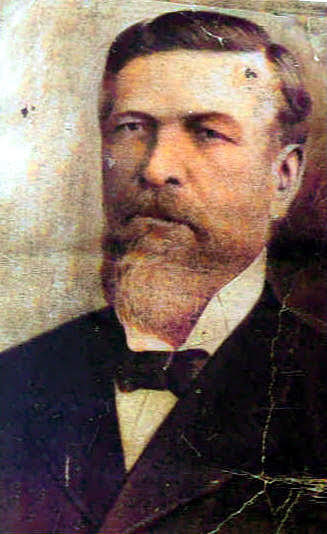
Foto colorizada do Venâncio Jose Garcia

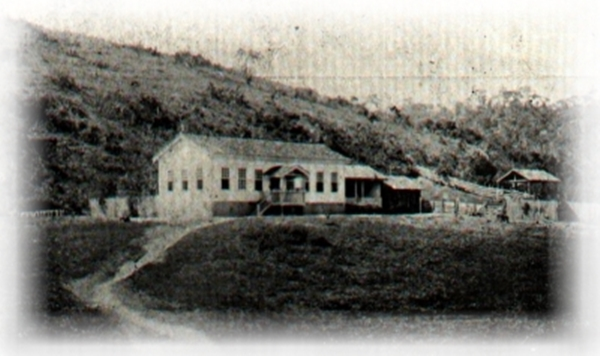
Fazenda Santo Antônio, propriedade do Comendador Venâncio. Aproximadamente 1900

No ano de 1884 a Companhia Estrada de Ferro do Carangola inaugurou a Estação de Lage. Na década de 1940 a estação teve o seu nome alterado para Comendador Venâncio, provavelmente por causa da distância da estação em relação à localidade de Laje do Muriaé e também porque esta se tornou um município cuja estação ficou fora dele, no território de Itaperuna.
No ano de 1913 é criada, por Nicoláo Bastos Filho e o francês Juliem Derene, a Companhia Força e Luz Norte Fluminense, usando a Cachoeira da Fumaça no rio Muriaé que pertencia ao próprio Nicoláo e a José Cerqueira. No ano seguinte a empresa passa a fornecer energia para Laje do Muriaé, Miracema, Santo Antônio de Pádua, Pirapetinga e Tombos, mais tarde abrangendo outras localidades vizinhas. Em 1928, o prédio original foi ampliado. Dotado de três geradores de fabricação suiça.
Em 1917 foi construída a primeira estrada de rodagem, com capital privado, ligando a estação ferroviária de Laje (hoje o distrito de Comendador Venâncio) e o distrito de Laje do Muriaé (hoje município de mesmo nome).
Em 1935 o Departamento Nacional do Café abre em Comendador Venâncio a Usina de Café para atender a produção cafeeira da região. O Banco Predial do Rio de Janeiro instala-se no distrito em 1938 provocando maior desenvolvimento econômico; posteriormente tambem se instala o Banco Fluminense da Produção, que não teve êxito e muitos perderam parcelas em depósito. Mais tarde foi criada a Cooperativa de Crédito Itapuca, idealizada por João Goulart Ligiero.
Pelo decreto estadual nº 641, de 15 de dezembro de 1938, o distrito de Laje do Muriaé passou a denominar- se simplesmente Laje e perdeu parte do território para o novo distrito de Comendador Venâncio, do mesmo município de Itaperuna.
Em 7 de maio de 1949 o distrito de Comendador Venâncio perdeu parte de seu território para a criação de Retiro do Muriaé, que foi criado com território constituído de terras desmembradas dos distritos de Itaperuna, Laje do Muriaé e Comendador Venâncio. O projeto de criação deste distrito foi apresentado à Câmara de Itaperuna pelo então vereador José Garcia de Freitas Filho.
Em 1990 o distrito de Comendador Venâncio perde parte de sua área territorial pois, pela lei estadual nº 1650-A, de 24 de maio de 1990, é criado o distrito de Raposo.

## Esporte
O Esporte Clube Venancense, com as cores são verdes e branco, adquire em 1950 o terreno onde ergueu o estádio Aarão Garcia, estádio próprio do clube. Seu nome remete-se a Aarão Henriques Garcia, poeta filho do Comendador Venâncio e doador do terreno que anos antes, em 1930 - juntamente com Paulo Bastos e os jogadores Feijão, Campinha e Zezé - foram os responsáveis por introduzir a pratica do futebol na localidade de Comendador Venâncio.